# Franzpeter Goebels
Pour les articles homonymes, voir Goebels.
Franzpeter Goebels, né le 5 mars 1920 à Mülheim en Allemagne et mort le 28 septembre 1988 à Detmold en Allemagne, est un pianiste, claveciniste et professeur de musique allemand.

## Biographie
Franzpeter Goebels est né le 5 mars 1920 à Mülheim, d'un père musicien d'église. Il prend des leçons de piano, avant de l'étudier ainsi que le clavecin à la Hochschule für Musik und Tanz Köln auprès notamment de Karl Hermann Pillney (en). Il étudie aussi la musicologie, la romanistique et la philosophie à l'Université de Cologne,. Il est aussi pianiste soliste auprès du Deutschlandsender (en) à partir de 1940 tout en étudiant le piano avec Raoul Koczalski. Il est réquisitionné pour le service militaire en 1942, mais à la suite d'une blessure, il est transféré à Prague où il dirige un orchestre symphonique de la Wehrmacht. Il est finalement fait prisonnier de guerre.
À partir de 1947, il enseigne le piano à la Robert Schumann Hochschule (en) de Düsseldorf. En 1958, il est nommé professeur de piano et de clavecin à l'Académie de musique de Detmold où il enseigne jusqu'à sa retraite en 1982. Il est alors à la tête du séminaire de musicologie et du Studio for Neue Musik à partir de 1972.
En 1964, il reçoit le prix de la Ruhr pour l'art et la science. De plus, il travaille, en parallèle, comme compositeur, arrangeur et éditeur de musique.
Il meurt à Detmold à l'âge de 68 ans.

## Vie privée
Goebels était marié à Gertrud Goebels à partir de 1951. Le couple a eu deux enfants, dont le pianiste Friedwart Goebels, qui enseigne à la faculté de musicothérapie de la SRH Hochschule Heidelberg (de).